# Moldoveni

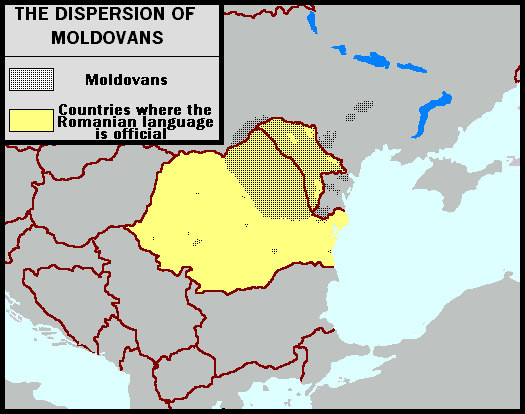
Răspândirea moldovenilor din România și a moldovenilor din Republica Moldova.
4.700.000 de moldoveni români în România.
2.983.905 de moldoveni românofoni în Republica Moldova

Denumirea de moldoveni are înțelesuri diferite în funcție de:
- Dreptul internațional, potrivit căruia « moldoveni » sunt toți cetățenii Republicii Moldova indiferent de etnia lor;
- Dreptul României, și studiile etnologice, potrivit cărora « moldovenii » sunt o parte a poporului român (definit prin vorbirea limbii daco-române), anume partea originară din teritoriile fostului Principat al Moldovei, identificată prin particularități cultural-istorice proprii, legate de tradiții și obiceiuri specifice, practici religioase, și grai specific (graiul moldovenesc) pe ambele maluri ale Prutului;
- Dreptul fostelor Republici unionale Sovietice (cu excepția celor trei țări baltice) exprimând punctul de vedere spus „moldovenist”, potrivit căruia „moldovenii constituie un grup etnic specific din Basarabia și Transnistria  (dar, nu din Moldova Occidentală dintre Carpați și Prut) format datorită conviețuirii îndelungate (două veacuri) cu rușii, ucrainenii și găgăuzii în cadrul Imperiului țarist, apoi al Uniunii Sovietice și izolării în aceste perioade de grupul etnic românesc”; astfel, spre deosebire de etnicii ruși, ucraineni sau alții din Republica Moldova pe care nimic nu îi deosebește de semenii dânșilor din țările vecine (vezi sursele articolului: Controversa identitară din Republica Moldova), vorbitorii limbii daco-române cetățeni ai acestor foste Republici unionale sovietice sunt definiți ca „o comunitate imaginară, legată prin valori culturale comune care o deosebesc de români, dar o apropie de ruși și de ucraineni”.[1]

## Geografie

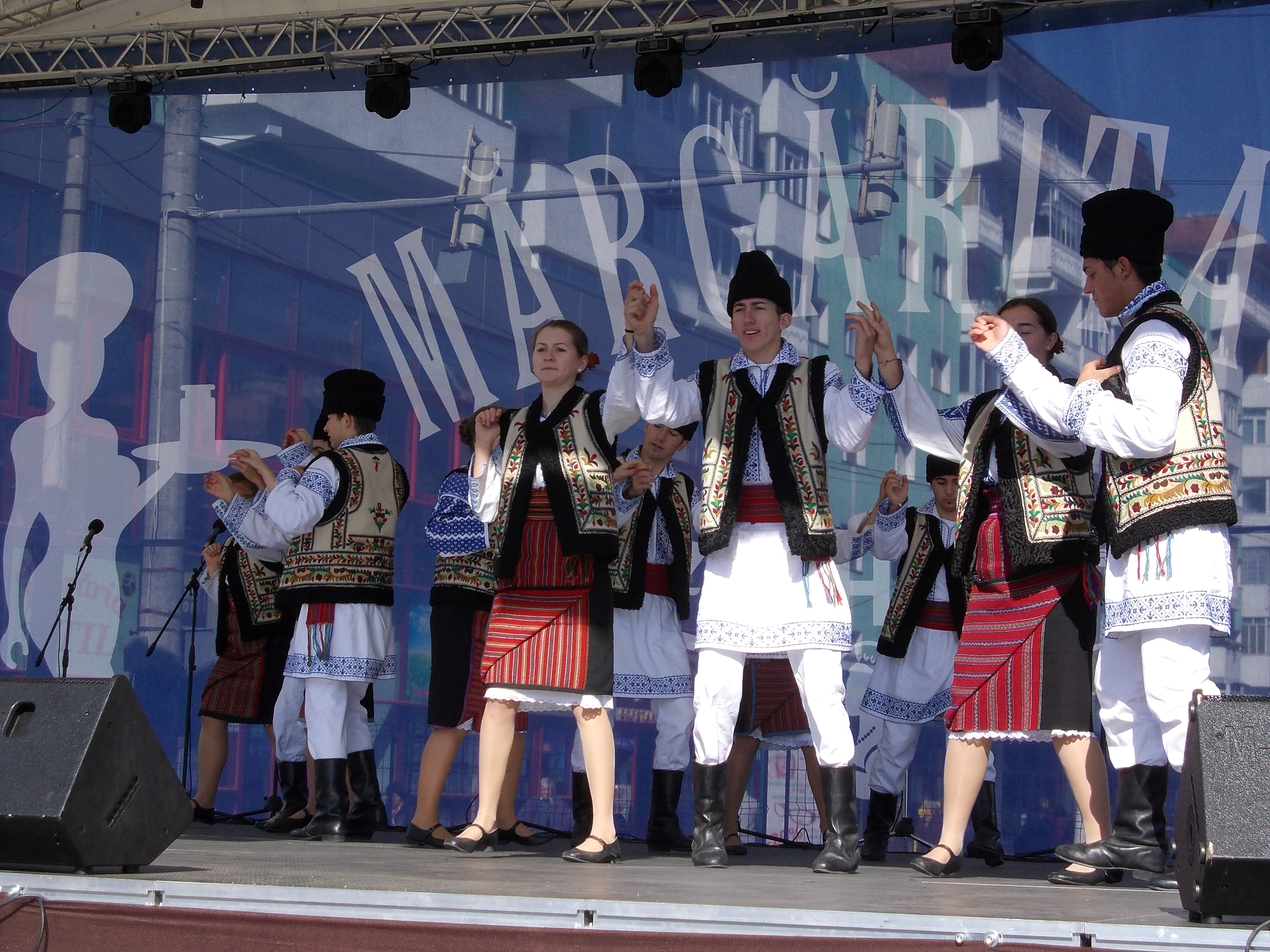
Moldoveni în straie populare moldovenești

Din punctul de vedere geografic și istoric al cuvântului, cuvântul « moldoveni » desemnează locuitorii ținuturilor care au aparținut fostului principat al Moldovei, indiferent de cetățenia lor, anume : 
- locuitorii Moldovei, regiune istorică din estul României (46% din fostul Principat) : 4.700.000 persoane în sensul geografic și istoric al cuvântului, de origine moldovenească în proporție de 98%[3] ;
- conform dreptului pământean, toți cetățenii republicii Moldova (36% din fostul Principat): 2.804.801 persoane, de origine moldovenească în proporție de 75 %, adică 2.068.058 dintre cetățenii moldoveni ;
- conform dreptului strămoșesc, numai persoanele de origine moldovenească din Republica Moldova:  2.260.858 de persoane (din punct de vedere lingvistic românofoni vorbitori ai graiului moldovenesc[4]), care la recensământ se pot declara, la alegere, fie « moldoveni » (naționalitatea moldovenească) fie « români » (naționalitatea română)[5] ;
- persoanele de origine moldovenească din regiunile Ucrainei care au aparținut în trecut Moldovei (18% din fostul Principat) : 372.000 persoane, adică 11% din populația acestor regiuni (Bucovina de nord și Bugeacul) sau 0,8% din populația Ucrainei[6][7].

Conform datelor statistice din țările concernate, numărul moldovenilor românofoni se ridică la aproximativ 8,8 milioane de persoane. Dintre acestea:
- 62% trăiesc în România (cca. 5,5 milioane, din care 4,7 milioane alcătuiesc populația românească din cele 8 județe moldovenești, iar restul trăiesc în afara acestor județe, fiind fie refugiați basarabeni și nord-bucovineni din anii '40, fie moldoveni din estul României stabiliți în perioada postbelică în diverse centre industriale din România: Brașov, București, Constanța, Timișoara, Ploiești, Cluj, Valea Jiului etc);
- 38% trăiesc în Republica Moldova (2,8 milioane, adică întreaga populație românofonă a acestui stat), în Ucraina (0,3 milioane), în Rusia (0,2 milioane), precum și în unele state occidentale sau din CSI.

## Controverse
Izvorul inițial al controverselor este Tratatul de la București din 1812, prin care partea situată la răsărit de Prut a principatului Moldovei a intrat în componența imperiului Rusiei. Din acel moment, au intrat în concurență, pentru locuitorii acestui ținut formând gubernia Basarabiei, două concepții identitare potrivnice: « românismul » care promova unirea politică și culturală a tuturor vorbitorilor graiurilor est-romanice indiferent de împărățiile ale căror supuși erau (Imperiul Habsburgic, Imperiul Rus sau Imperiul Otoman), și « moldovenismul » susținut de autoritățile rusești, care promova deosebirea și despărțirea culturală și politică a vorbitorilor graiurilor est-romanice supuși ai « Țarului tuturor Rusiilor », de ceilalți. « Moldovenismul » a fost abandonat timp de șase ani (2 februarie 1932-27 februarie 1938) de către autoritățile sovietice care, în acea scurtă vreme, au dat prioritate răspândirii comunismului în toată România asupra revendicării Basarabiei ca teritoriu fost rusesc, dar, în restul timpului, el a fost, pînă în zilele noastre, principala pîrghie a politicii sovietice, apoi ruse, în teritoriile din răsăritul Prutului și față de România, sau față de revendicările romanicilor dinafara acesteia.
Astfel, din punctul de vedere al dreptului statelor foste sovietice (printre care Republica Moldova), conform datelor statistice din aceste state, sunt socotiți drept « moldoveni » excluziv vorbitorii « limbii moldovenești » din aceste state, considerați ca o etnie diferită de ceilalți Români (și diferită de Moldovenii din Moldova românească). Această « etnie moldovenească diferită de etnia română » este socotită ca locuind în Republica Moldova, Ucraina, Rusia și diaspora. Totuși anumiți autori partizani ai « moldovenismului maximalist » au socotit că « etnia moldovenească » cuprinde și Moldovenii cetățeni români din Moldova românească: a fost, o vreme, poziția lui Vasile Stati. 
Astfel dreptul Republicii Moldova și al statelor foste sovietice, socotind moldovenii drept o etnie, ajunge la o definiție juridică situată atât înafara datelor istorice și lingvistice (potrivit cărora Moldovenii sunt cei dintre Români, care locuiesc pe întreg teritoriul fostului voievodat al Moldovei), cât și înafara dreptului internațional (potrivit căruia Moldovenii sunt toți cetățenii republicii Moldova, inclusiv Transnistria, indiferent de limbile și originile lor, adică toate persoanele de cetățenie moldoveană).
De notat că Moldovenii din dreapta Prutului pot fi simultan moldoveni și români, pe când conform legislației din fostele țări sovietice, cei din stânga Prutului trebuie să aleagă între a se declara moldoveni sau români. Studiile și cercetările efectuate în ultimii ani au demonstrat că moldoveni și români au în mare parte același ADN (acidul dezoxiribonucleic) cu mici diferențe.
Din pricina acestor controverse, izvorîte din pătrunderea politicii în sfera cultural-științifică a istoriei și a filologiei, cuvântul « moldoveni » a căpătat de-a lungul vremii înțelesuri multiple, unele contradictorii, putînd desemna:
1. locuitorii ținutului dintre Carpații Orientali și Prut anume partea din Moldova istorică rămasă României după Al Doilea Război Mondial: este înțelesul cel mai des folosit în România (unde moldovenii de la est de Prut sunt numiți, de regulă, « basarabeni »).
2. locuitorii fostei RSSA Moldovenești înființată în 1924 în Transnistria de puterea sovietică și ai Basarabiei: este înțelesul folosit în publicațiile sovietice de dinaintea celui de-al doilea război mondial.
3. locuitorii RSS Moldovenești și ai Uniunii sovietice, originari din această republică sau din regiunile vecine ale RSS Ucrainene: acest înțeles a fost folosit în Uniunea Sovietică după cel de-al doilea război mondial.
4. marea majoritate a românofonilor din Republica Moldova, care declarându-se « moldoveni », au renunțat la recunoșterea apartenenței lor la poporul român, dat fiind că în acest stat naționalitatea « moldovenească » este socotită, conform constituției din 1994, « diferită » de cea românească. Termenului "naționalitate" îi este atribuit sensul de etnie, nu de cetățenie.
5. cetățenii de azi ai Republicii Moldova, indiferent de originea etnică.
6. un grup etnografic din Basarabia și Transnistria, parte a grupului etnic românesc, care are anumite particularități cultural-istorice, legate de tradiții și obiceiuri specifice, practici religioase, grai specific, format datorită izolării de grupul etnic românesc, un timp îndelungat.

Istoricul Lucien Musset a demonstrat că latinitatea Europei centrale, din Suabia până în România, ar trebui să fie privită ca un întreg; părțile occidentale au fost germanizate, cele din mijloc maghiarizate și numai cele din est și sud și-au menținut latinitatea